# Melody (película de 1971)
Melody es una película británica de 1971 realizada por el cineasta indobritánico Waris Hussein (Lucknow, 9 de diciembre de 1938) acerca de los primeros amores infantiles. Fue protagonizada por Jack Wild, Mark Lester y Tracy Hyde.
En el Reino Unido llevó el título de S. W. A. L. K. (Sealed With A Loving Kiss: ‘sellado con un beso de amor’; se trataba de un mensaje que tradicionalmente escribían los escolares británicos en los sobres de sus cartas de amor).

## Trama
Esta fantasía romántica es contada a través del punto de vista de los niños en la historia, los adultos solo representan papeles secundarios.  
Al inicio de la película mientras amanece en la ciudad suena en el fondo la canción  de "In the Morning" de Bee Gees. 
Daniel Latimer (Mark Lester) también llamado Danny, es un nuevo estudiante de la escuela que por ideas de su mamá (Sheila Steafel) se une a la banda de la escuela, su uniforme esta impecable, por lo que el director (James Cossin) lo felicita, pero Danny muy sinceramente le informa que todo lo hizo su mamá y que él en realidad no sabe ni porqué esta allí, por otro lado Ornshaw (Jack Wild) es un estudiante algo desarreglado que le importa muy poco lo que el director de la banda piense, por decir que este creía que Ornshaw había tomado whisky.  
Al salir de clases la madre de Danny lo busca en el auto y Onshaw aprovecha un aventón hasta su casa, pero bajando una calle antes pues al chico le daba pena que vieran su verdadera casa. 
Al llegar Danny a casa intenta contarle a su padre  que se unió a la banda de varones, a lo que su padre habla despectivamente de ello, Danny prende fuego al periódico mientras su padre lo lee, este enoja y comienza a quejarse de que es culpa de la madre pero ella le responde que el tampoco le da un buen ejemplo al niño.
Ahora pasamos a ver la vida de Melody Perkins (Tracey Hide), una niña con una madre estricta (Kate Williams), una abuela algo paranoica (Hilda Barry) y un padre relajado, gracioso y cariñoso (Roy Kinnear). Melody cambia un vestido por un pez dorado a un vendedor ambulante en la calle.
Mientras en la casa de Danny, este esta pintando un desnudo de una revista que le prestaron pero el chico lo hace de una manera muy inocente, su madre se angustia e intentando desviarle la atención, rompe el dibujo y se lo lleva.
Por su parte en casa de Melody, ésta práctica con una flauta,  pero es interrumpida por su madre que la manda a buscar a su padre para que le de dinero para helados, la chica recorre la ciudad para ir al bar a buscar a su papá mientras en el fondo se escucha la canción "Melody Fair" de los Bee Gees.
En un nuevo día de clases el profesor de religión, intenta enseñarle de una forma bastante aburrida sobre Jesús y los discípulos a la clase de Danny y Onshaw dándose rápidamente por vencido al ver que sus estudiantes no les responden.
Durante el recreo las niñas hablan sobre los chicos, Muriel (Camilles Davies) que parece la mayor del grupo, cuenta como es tener novio, Muriel explica que se siente bien besar a alguien si te gusta y que lo máximo que ha durado besando a un chico son 5 minutos a lo que sus amigas se sorprenden diciendo que es un récord.
Durante la clase del profesor de historia este intenta enseñarle a la clase de Danny sobre La campaña Ibérica de Wellington, Ornshaw pregunta al profesor la razón por la que Wellington estaba en España, a lo que él responde que estaba ahí y punto, Ornshaw no comprende a lo que el profesor le dice que baje la mano y se calle, explicándole  que es una clase de historia, no el programa 20 Preguntas.
Después de clases, los chicos se van a las vías del tren y Danny los sigue, al principio no quieren aceptarlo en su grupo pero Ornshaw intercede por el y lo aceptan, uno de los chicos ha fabricado una bomba casera con una lata de omovaltina y una mecha, pero esta no logra explotar y los chicos se ríen. Después de ello se van a la parada de los buses, allí Danny y Ornshaw hablan y ambos deciden viajar al oeste de la ciudad, en este viaje se divierten mientras en el fondo se escucha la canción "Give Your Best" de los Bee Gees, al final vuelven a casa en un taxi que paga Danny. El chico invita a Ornshaw al cine para seguir divirtiéndose, pero este le responde que no quiere y le grita diciéndole que se vaya, Danny entristece pero Ornshaw se disculpa y le dice que no es por ėl, sino que debe cuidar a su abuelo y que más nadie puede hacerlo, por lo que Danny le ofrece su ayuda.
Un nuevo día de clases inicia y a Ornshaw le llama la atención el salón de danza de las chicas, pues le parece gracioso como se mueven y este llama a Danny y a otro compañero para que vean y se burlen, pero Danny se queda fijamente viendo a Melody como danza y en ese momento  se enamora de ella, sin embargo los chicos son descubierto por la profesora de danza quién los invitan a pasar al salón y para darles una lección les dice a las chicas qué ha encontrado a  tres admiradores de la danza, por lo que las chicas se ríen, luego de esto, llama tres chicas para que le enseñen a los chicos a danzar entre  ellas Peggy (Kay Skinner) Lauren  y Muriel, los chicos se mueven de una manera descoordinada y graciosa sin embargo esto le permite a Danny observar a Melody más de cerca.
Danny se hace amigo del problemático alumno Onshaw (Jack Wild).
Un día, Daniel se enamora de Melody Perkins (Tracy Hyde) y anuncia a sus padres que se quieren casar.
No en el futuro, sino ahora.
Sin embargo, los adultos ―padres y profesores― tratan de disuadirlos.
El niño Ornshaw también, porque siente que Melody le está quitando a su único amigo.
Pero más tarde, Ornshaw y otros compañeros de clase ayudarán a la joven pareja.
Se reúnen en un lugar lejano para realizar la ceremonia de casamiento de la pareja, pero los maestros los persiguen y tratan de detenerlos.
Los niños se desatan y hacen explotar un automóvil.
Con la ayuda de Ornshaw, Melody y Daniel huyen por las vías de ferrocarril en una dresina.

## Elenco
- Tracy Hyde (16 de mayo de 1959) como la colegiala Melody Perkins.
- Mark Lester (11 de julio de 1958) como el colegial Daniel Latimer.
- Jack Wild (30 de septiembre de 1952 − 1 de marzo de 2006) como Ornshaw, el amigo de Daniel.
- Sheila Steafel (Johannesburg, 1935−) como la Sra. Latimer, madre de Daniel.
- Keith Barron (1934−) como el Sr. Latimer, padre de Daniel.
- Roy Kinnear (1934-1988) como el Sr. Perkins, padre de Melody.
- Kate Williams (Londres, 1941) como la Sra. Perkins, madre de Melody.
- Hilda Barry como la Sra. Perkins, abuela de Melody.
- Peter Walton como Fensham.
- Kay Skinner como Peggy.
- William Vanderpuye (1963−) como O’Leary.
- Camille Davies como Muriel.
- Craig Marriott como Dadds.
- Billy Franks como Burgess.
- Tim Wylton (1940−) como el Sr. Fellows
- June Jago (años 1940 − agosto de 2010) como la Srta. Fairfax
- Neil Hallett
- Ken Jones (1930−) como el Sr. Dicks
- Lesley Roach como Rhoda.
- Colin Barrie como Chambers.
- June C. Ellis como la Srta. Dimkins
- James Cossins (1933-1997) como el director de la escuela.
- Dawn Hope como Maureen.
- John Gorman (1936−) como capitán de la brigada de niños.
- Robin Hunter (1929-2004) como George.
- Stephen Mallett
- Ashley Knight como Stacey.
- Tracy Reed (Londres, 1942−2012) como mujer en el hospital.
- Leonard Brockwell

## Producción
Mark Lester (Daniel Latimer) y Jack Wild (Ornshaw) habían aparecido previamente juntos en la adaptación del musical Oliver!, de 1968.
Este fue el debut cinematográfico de la modelo infantil y actriz de comerciales Tracy Hyde, a la edad de 10 años.
El guionista y director Andrew Birkin recoméndó a Tracy Hyde para el papel de Melody Perkins al director Waris Hussein, después de evaluar y audicionar a más de 100 niñas.
En el momento de la filmación, el actor Jack Wild, que hizo el papel de Ornshaw (de unos 12 años de edad), tenía en realidad 17 años.
La producción de la película comenzó en abril de 1970. Filmaron en Lambeth y Hammersmith (en el área metropolitana de Londres).
Las escenas de cementerio fueron filmadas en el cementerio de Brompton y el cementerio Nunhead.
La posproducción se completó en los estudios de Twickenham.
La película fue una decepción de taquilla en Estados Unidos y Gran Bretaña, pero resultó ser un enorme éxito en Japón y en algunos países de América Latina, como Argentina, Chile y México.
Debido a su éxito en Japón, la empresa Kadokawa Herald Pictures (de Japón) lanzó la película en la Región 2 en el formato DVD.

## Banda sonora
En esta comedia se puede oír la banda sonora musical (previa a la época disco) del grupo Bee Gees:
- In the morning (‘en la mañana’).
- Melody fair (‘inocente Melody’),
- Spicks and specks
- Give your best (‘da lo mejor de ti’),
- el sencillo To love somebody (‘amar a alguien’).
- First of may (‘primero de mayo’) y
- Teach your children (‘enséñales a tus hijos’), el éxito de Crosby, Stills, Nash and Young.